# باکالا (جمهوری آفریقای مرکزی)
باکالا (به لاتین: Bakala) یک منطقهٔ مسکونی در جمهوری آفریقای مرکزی است که در اوآکا واقع شده‌است.